# Блюдзе-Вєльке
Блюдзе-Вєльке (пол. Bludzie Wielkie) — село у Ґолдапському повіті Вармінсько-Мазурського воєводства. Адміністративно підпорядковане гміні Дубенінки.
Від 1975 року до адміністративно-територіальної реформи 1998 року належало до Сувалцького воєводства.